# Joachim Kirst
Joachim Kirst (* 21. května 1947 Neunhofen, Durynsko) je bývalý východoněmecký sportovec, atlet, dvojnásobný mistr Evropy v desetiboji.
V roce 1966 vybojoval bronzovou medaili na evropských juniorských hrách (od roku 1970 mistrovství Evropy juniorů) v Oděse. Reprezentoval na Letních olympijských hrách 1968 v Ciudad de Mexico, kde skončil s celkovým součtem 7 861 bodů na pátém místě.
O rok později se stal v Athénách mistrem Evropy v desetiboji (8 041 bodů). Na následujícím evropském šampionátu v Helsinkách 1971 titul obhájil, když v deseti disciplínách nasbíral 8 196 bodů. Pro zranění nedokončil desetiboj na olympiádě v Mnichově v roce 1972.
V roce 1972 se oženil s atletkou Ritou Schmidtovou, která se věnovala skoku do výšky a třikrát reprezentovala na Letních olympijských hrách (1968, 1972, 1976).